# Famille Kemény
La famille Kemény (hongrois : magyargyerőmonostori báró és gróf Kemény) est une ancienne famille hongroise de Transylvanie.

## Histoire
Cette famille a des origines très anciennes et ses ancêtres sont communs avec les familles Gyerőffy, Mikola, Radó et Vitéz, aujourd'hui éteintes, et avec la famille Kabos qui existe toujours. Elles partagent d’ailleurs toutes les mêmes armoiries : un cerf sortant d’une couronne.
En cas d’extinction de l’une d'elles, différents accords et chartes ont été signés entre elles afin que le patrimoine soit récupéré par les autres. Ceci a été fait en accord avec le roi Vladislas (Ier ou IIe, nous ne savons pas) qui normalement est le bénéficiaire de tout héritage non recouvert dans le cadre d'une défaillance de lignée masculine.
Péter, fils d’Istvan, est celui qui a fondé la famille Kemény de Magyargyerőmonostor. Ce dernier aurait eu un frère, Simon considéré comme un héros pour avoir revêtu le costume de Jean Hunyadi à Szent-Imre (aujourd'hui Sântimbru en Roumanie) et être mort à sa place.

## Membres
- Jean III Kemény (1607–1662), prince de Transylvanie (1660–1662).
- comte Sámuel Kemény (hu) (1739–1817), alispán de Doboka puis főispán du comté de Torda, conseiller du roi et chambellan.
- comte József Kemény (hu) (1795–1855), historien hongrois, membre de l'Académie hongroise des sciences.
- baron Farkas Kemény (hu) (1796–1852), général hongrois, participe à la Révolution hongroise de 1848.
- baron Dénes Kemény (hu) (1803–1849), secrétaire d'État au Ministère de l'Intérieur durant la Révolution hongroise de 1848.
- baron Zsigmond Kemény (1814–1875), écrivain hongrois, considéré comme l'un des maîtres du roman historique hongrois.
- baron Gábor Kemény (1830–1888), ministre, député, membre de l'Académie hongroise des Sciences. Fils de Dénes.
- baron János Kemény (en) (1903–1971), écrivain hongrois, metteur en scène, dramaturge, fondateur de la communauté Helikon de Marosvécs/Brâncoveneşti. Père des suivants.
- baronne Klió Kemény, actrice et chanteuse hongroise décédée en 2000. Sœur de Zsuzsanna Kemény (1934–1979), journaliste et de Árpád Kemény (1937–1995), peintre et décorateur.

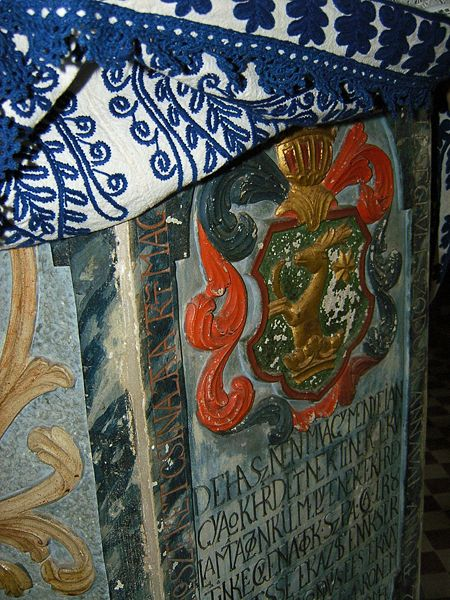
Armoiries des Kemény dans l'église de Magyargyerőmonostor/Mănăstireni.

## Sources, liens externes
- Iván Nagy : Magyarország családai
- Généralogie sur genealogy.euweb
- Site de la famille Kemény
- Révai nagy lexikona (XI. kötet, JÓB-KONTÚR)